# Eupithecia zagrosata
Eupithecia zagrosata  (лат.) — вид бабочек-пядениц (Geometridae). Иран (центральные и южные провинции Бойерахмед, Исфахан и Фарс, горы Загрос, на высотах 2350—3000 м). Размах крыльев 18,5—21 мм. Передние крылья серые или тёмно-серые с тёмными поперечными линиями. Задние крылья светло-серые с черновато-серыми поперечными линиями. Нижнегубные щупики короткие, меньше диаметра глаза. Сходен с видом E. xanthomixta Vojnits, 1988. Название E. zagrosata происходит от названия гор Загрос, крупнейшей горной системы Ирана с максимальной высотой около 4548 м.  Вид был описан в 2012 году российским энтомологом Владимиром Мироновым (ЗИН РАН, Санкт-Петербург) и немецким лепидоптерологом Ульрихом Ратцелем (Ulrich Ratzel; Карлсруэ)
.